# Obalni toranj
Obalni toranj ili stog geološki je reljefni oblik koji se sastoji od strmog i često okomitog stupca ili stupova stijena u moru u blizini obale, formiranih erozijom valova. Stogovi se s vremenom formiraju vjetrom i vodom, procesima obalne geomorfologije. Nastaju kada se dio rta erodira hidrauličkim djelovanjem, što je sila mora ili vode koja udara o stijenu. Snaga vode slabi pukotine na rtu, uzrokujući njihovo kasnije urušavanje, tvoreći samostojeće tornjeve, pa čak i male otoke. Bez stalne prisutnosti vode, gomile se također formiraju kada se prirodni luk uruši pod djelovanjem gravitacije, zbog procesa poput erozije vjetrom. Erozija uzrokuje urušavanje luka, ostavljajući stup od tvrde stijene koji stoji podalje od obale - toranj. Na kraju će erozija uzrokovati urušavanje tornja, ostavljajući samo panj. Stogovi mogu biti važna mjesta za gniježđenje morskih ptica, a mnogi su popularni za penjanje po stijenama.
Izolirani, stjenoviti oceanski otočići strmih strana tipično vulkanskog podrijetla, također se slobodno nazivaju "skupine" ili "vulkanske hrpe".

## Formiranje
Hrpe se obično formiraju u vodoravno naslaganim sedimentnim ili vulkanskim stijenama, osobito na vapnenačkim liticama. Srednja tvrdoća ovih stijena znači srednju otpornost na abrazivnu i atritivnu eroziju. Otporniji sloj može oblikovati završni kamen. (Litice sa slabijim stijenama, kao što je glinenac ili visoko izbočena stijena, imaju tendenciju da se sruše i erodiraju prebrzo da bi formirale hrpe, dok tvrđe stijene kao što je granit erodiraju na različite načine.)
Proces formiranja obično počinje kada more napada slabe linije, kao što su strmi spojevi ili male rasjedne zone na litici. Te se pukotine postupno povećavaju i pretvaraju u špilje. Ako špilja prolazi kroz rt, nastaje luk. Daljnja erozija uzrokuje urušavanje luka, ostavljajući stup od tvrde stijene koji stoji podalje od obale, hrpu. Na kraju će erozija uzrokovati urušavanje hrpe ostavljajući panj. Ovaj panj obično tvori mali kameni otok, dovoljno nizak da ga visoka plima potopi.

## Vanjske poveznice
|  | Zajednički poslužitelj ima još gradiva o temi Obalni toranj |